# Stalin Blok - Voor de USSR
Stalin Blok - Voor de USSR (Russisch: Сталинский блок - за СССР; Stalinskii blok – za SSSR) was een samenwerkingsverband van communistische politieke partijen in Rusland voor de Russische parlementsverkiezingen van 1999.
Het blok bestond uit vele kleine radicale politieke partijen, waaronder Arbeid Rusland onder leiding van Viktor Anpilov, de Unie van Officieren onder leiding van Stanislav Terekhov, Soyuz onder leiding van G.I. Tikhonov, de Volks Patriottische Unie van Jeugd onder leiding van I.O. Maliarov, de Unie van Arbeiders van Moskou, het Bolsjewistische Platform CPSU, de Communistische Partij van Bolsjewieken van de Sovjet-Unie, de Russische Vereniging van Mijnwerkers-invaliden, het Congres van de Sovjet-Vrouwen, de Communistische partij voor het bestuderen van de erfenis van Stalin en de Voorhoede van de Rode Jeugd.
Het blok verkreeg 0,61% en 404.274 stemmen in de Russische parlementsverkiezingen van 1999.